# (13508) 1989 DC
1989 دي سي (ويعرف أيضًا باسم (13508) 1989 دي سي وفق تسمية الكوكب الصغير) (بالإنجليزية: 1989 DC)‏ هو كويكب ضمن حزام الكويكبات؛ وترتيبه 13508 من حيث الاكتشاف.
اكتُشف هذا الجُرم الفلكي بواسطة Atsushi Sugie ‏ في 27 فبراير 1989.

## وصلات خارجية
- (13508) 1989 DC في قاعدة بيانات مختبر الدفع النفاث لأجرام النظام الشمسي الصغيرة

- الاكتشاف · مخطط المدار ·  العناصر المدارية · المعلمات المادية

- (13508) 1989 DC على موقع ويكي سكاي: DSS2, SDSS, GALEX, IRAS, Hydrogen α, X-Ray, Astrophoto, Sky Map, Articles and images